# Courtney Love
Courtney Michelle Love, ursprungligen Harrison, född 9 juli 1964 i San Francisco i Kalifornien, är en amerikansk sångerska, låtskrivare och skådespelare. Love uppmärksammades till en början inom Los Angeles indierockscen som sångare och gitarrist i bandet Hole, som hon bildade 1989, varefter hon uppnådde internationella framgångar med deras album Live Through This (1994) och Celebrity Skin (1998). Efter Holes upplösning 2002 hade hon en kortvarig solokarriär innan hon så småningom återförenade gruppen 2010 som samma år gav ut albumet Nobody's Daughter. Hon har även haft en periodisk karriär som skådespelerska, första gången i Alex Coxs Sid and Nancy (1986) och har senare tilldelas en Golden Globe-nominering för sin roll som Althea Flynt i Miloš Formans Larry Flynt - skandalernas man (1996).
Love, som växte upp i San Francisco fram till sex års ålder och därefter i Oregon, är dotter till författaren Hank Harrison, före detta manager åt gruppen Grateful Dead, och psykoterapeuten Linda Carroll. Loves mormor är författaren Paula Fox. Love är änka efter Kurt Cobain, frontfigur i grungebandet Nirvana, som hon fick dottern Frances Bean Cobain med. Genom sin karriär har Loves vilda scenupptåg och subversiva feministattityd skapat en delad syn bland publik och kritiker, och har en gång blivit kallad "den mest kontroversiella kvinnan i rockhistorien" av tidningen Rolling Stone.

## Barndom
Som en följd av faderns arbete med The Grateful Dead finns hon på ett gruppfotografi på baksidan till bandets album Aoxomoxoa (1969). Hennes föräldrar skildes 1969 och faderns vårdnad drogs in efter att modern hävdade att han hade gett Love LSD. Love flyttade med modern till Marcola, Oregon där de bodde i ett kollektiv som Love beskrivit som "en tipi". Love hade en svår skolgång kantad av diagnosen mild autism. Love fick två halvsystrar genom två olika förhållanden på moderns sida och senare även två halvbröder; en annan halvbror till Love avled tidigt i ett medfött hjärtfel när Love var 10 år gammal.
1972 flyttade modern med sin dåvarande make till Nya Zeeland medan Love lämnades kvar i Oregon tillsammans med sin tidigare styvfar och en del vänner. Vid 14 års ålder blev hon arresterad för att ha snattat en t-shirt och fördes till Hillcrests ungdomsfängelse i Salem, Oregon. Hon tillbringade flera av de följande åren i fosterhem till och från innan hon lagligt lämnade vid 16 års ålder. Love flyttade till Portland, Oregon och bodde i Northwest District där hon försörjde sig genom att arbeta olagligt som strippa, DJ och diverse udda jobb. Hon studerade även sporadiskt vid Portland State University där hon läste engelska.
1981 beviljades hon en liten fond genom sin adoptivfamilj, vilken hon använde för en resa till Storbritannien och Irland. Under vistelsen blev hon antagen till Trinity College i Dublin tack vare sitt höga provresultat, där hon läste teologi under två terminer. Hon gjorde sig även bekant med musikern Julian Cope i Liverpool och flyttade in hos honom för en kort period innan hon återvände till USA. Love påstod att hon "inte hade någon vidare social kompetens" och att hon lärde sig av att besöka gayklubbar tillsammans med vänner.
Love fortsatte att flytta runt mycket, både inom Portland och i San Francisco (där hon kortvarigt studerade vid San Francisco State University och San Francisco Art Institute) och extraarbetade olagligt på strippklubbar i Japan och Taiwan. 1985 skickade Love in ett provband för rollen som Nancy Spungen i filmen Sid & Nancy (1986) och fångade regissören Alex Coxs uppmärksamhet, som skrev en liten roll för henne i filmen. Hon erbjöds därefter en av huvudrollerna i Coxs nästa film, en spaghetti-western kallad Straight to Hell (1987), som gestaltades av en mängd punkrockikoner och andra välkända skådespelare. Filmen fick emellertid ett negativt mottagande. Love återvände till Oregon för att sedan tillbringa flera månader i Anchorage, Alaska där hon återupptog strippandet för att försörja sig själv.

## Musikkarriär

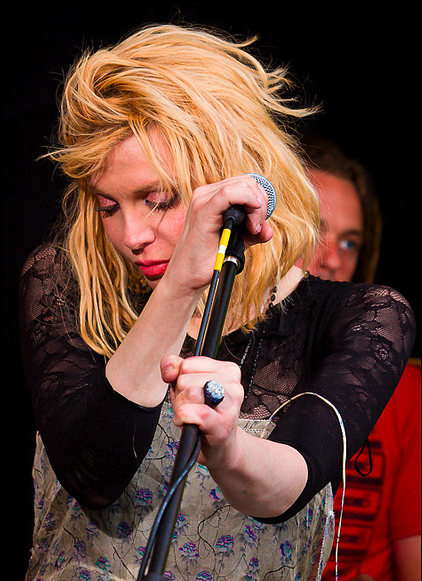
Courtney Love under ett framträdande 2010

### Tidiga projekt (1982–1988)
Love hade ett flertal musikprojekt under 1980-talet. Hennes första band, Sugar Babydoll, bildades i San Francisco 1981 av Love och Kat Bjelland. Hon var även kortvarig sångare i Faith No More men sparkades av Roddy Bottum som ville ha en "manlig energi". Sugar Babydoll utvecklades så småningom till Pagan Babies med Janis Tanaka och Deirdre Schletter som nya medlemmar. Gruppen var dock kortvarig och splittrades samma år efter att ha gett ut en 4-spårig demo. För en kort tid 1987 spelade Love bas i Bjellands band Babes in Toyland innan de bad henne lämna.

### Hole (1989–2002)
1989 lärde sig Love att spela gitarr på egen hand och flyttade till Los Angeles där hon satte in en annons i en lokal musiktidning som löd: "Jag vill starta ett band. Mina influenser är Big Black, Sonic Youth och Fleetwood Mac." varpå gitarristen Eric Erlandson svarade. Love kallade bandet för Hole, köpte en elbas åt sin granne Lisa Roberts och rekryterade trummisen Caroline Rue.
Hole genomförde sin första spelning i november 1989 vid rockklubben Raji's i Hollywood efter tre månaders reptid och började producera singlar för Long Beach-skivbolaget Sympathy for the Record Industry. Deras första singel, "Retard Girl", utgavs tidigt 1990. DJ:en Rodney Bingenheimer sade skämtsamt att Love ofta "förföljde honom" på en Denny's-restaurang och insisterade att han skulle ge "Retard Girl" speltid på hans radiostation, KROQ. Ett år senare släppte bandet sin andra singel, "Dicknail", genom skivbolaget Sub Pop.
Influerad av musikstilarna no wave och noiserock övertalade Love Sonic Youths basist Kim Gordon att producera Holes första studioalbum. Albumet Pretty on the Inside gavs ut i augusti 1991 på Caroline Records och producerades av Gordon och Don Fleming från gruppen Gumball. Skivan möttes av övervägande positiv kritik och hamnade på tidningen Spins lista över årets 20 bästa album. Det fick även ett följe i Storbritannien där det gick in på plats 59 på landets albumlista. Bandet turnerade i USA och Europa för att marknadsföra albumet.
Hole spelade in sitt andra album, Live Through This, i Atlanta hösten 1993 och gav ut det i april året därpå, bara fyra dagar efter att hennes make, Kurt Cobain, hade hittats död i deras bostad. På albumet medverkade en ny uppsättning med Kristen Pfaff på bas och Patty Schemel på trummor. I juni 1994 avled Pfaff av en heroinöverdos och för bandets kommande turné rekryterade Love basisten Melissa Auf der Maur. Under månaderna före turnén visade sig Love sällan offentligt och tillbringade mycket till hemma eller vid buddistinstitutet Namgyal Monastery Institute of Buddhist Studies i New York.
1998 släppte Hole sitt tredje album, Celebrity Skin, och 2002 splittrades bandet.

### Solokarriär (2003–2007)
2002 började Love skriva material till ett soloalbum tillsammans med Linda Perry. Love skrev på ett skivkontrakt med Virgin Records för att ge ut albumet varpå hon påbörjade inspelningen i Frankrike, men tvingades av skivbolaget att spela in det på nytt sommaren 2003. Albumet America's Sweetheart släpptes i februari 2004 och fick blandad kritik av musikpressen. Rolling Stone menade att "för de som gillar att se kändisar falla sönder borde America's Sweetheart vara roligare än ett Osbournes-maraton". Albumet sålde 86 000 exemplar under dess första vecka medan singlarna "Mono" och "Hold on to Me" gjorde avtryck på Billboard-listan Alternative Songs. Love har vid flera tillfällen uttryckt sin ånger för albumet och kallat det för en "skitskiva", vilket hon menade skulle ha berott på hennes dåvarande drogproblem. Kort efter skivsläppet sa Love till Kurt Loder på TV-programmet Total Request Live: "Jag kan inte existera som en soloartist. Det är ett skämt."

### Hole återförenas (2008–2013)
Den 17 juni 2009 meddelade NME att Hole inte skulle återförenas. Före detta Hole-gitarristen Erlandson uppgav i tidningen Spin att enligt avtal kan inte någon återförening ske utan hans involvering och därmed skulle Nobody's Daughter förbli ett soloalbum av Love istället för en Hole-skiva. Love gav svar på Erlandsons kommentar i ett Twitter-inlägg där hon hävdade att "han är galen, Hole är mitt band, mitt namn och mitt varumärke". Nobody's Daughter släpptes som ett Hole-album globalt den 27 april 2010. I den nya banduppsättningen ingick gitarristen Micko Larkin, basisten Shawn Dailey samt trummisen Stu Fisher. Nobody's Daughter innehöll en stor del av det material som hade skrivits och spelats in för Loves avbrutna soloalbum How Dirty Girls Get Clean, däribland "Pacific Coast Highway", "Letter to God", "Samantha" och "Never Go Hungry", fastän de återproducerades med Larkin. Den första singeln från Nobody's Daughter var "Skinny Little Bitch", som blev en hit på alternativ rockradio tidigt i mars 2010.
Efter en två år lång turné lade Hole ner igen då Love skrev på sin Twitter-profil den 29 november 2012: "Från och med nu [heter bandet Courtney], Hole är död".

### Fortsatt solokarriär (2014 och framåt)
Den 22 april 2014 hade Love premiär med låten "You Know My Name" på BBC Radio 6 för att marknadsföra sin turné i Storbritannien.

## Instrument
Genom åren har Courtney Love använt ett par olika elgitarrer, bland dessa kan nämnas röda Rickenbacker 360- och 425:or, en sunburst Fender Jazzmaster och signaturgitarren Squier Vista Venus som introducerades 1997.

## Privatliv
Efter Holes bildande 1989 hade Love och bandkamraten Eric Erlandson ett hemligt förhållande som varade i över ett år. Hennes mest berömda förhållande var utan tvekan med Nirvanas frontfigur Kurt Cobain. Exakt när de träffades är omstritt; en del källor pekar på januari 1989 vid nattklubben Satyricon i Portland medan Love själv menar att det skedde vid en Dharma Bums-konsert i januari 1988 där hon höll ett spoken word-framträdande. Erlandson hävdar att både han och Love presenterade sig för Cobain på en Parkeringsplats efter en Butthole Surfers-konsert vid Hollywood Palladium 1991. Love och Cobain gifte sig på Waikīkī-stranden i Honolulu, Hawaii den 24 februari 1992.

## Diskografi

### Album med Hole
- 1991: Pretty on the Inside
- 1994: Live Through This
- 1998: Celebrity Skin
- 2010: Nobody's Daughter

### Studioalbum
| Titel                | Albumdetaljer                                                                            | Högsta position | Högsta position | Högsta position | Högsta position | Högsta position | Högsta position | Högsta position | Högsta position |
| Titel                | Albumdetaljer                                                                            | USA             | AUS             | FRA             | NZ              | SVE             | TYS             | UK              | ÖST             |
| -------------------- | ---------------------------------------------------------------------------------------- | --------------- | --------------- | --------------- | --------------- | --------------- | --------------- | --------------- | --------------- |
| America's Sweetheart | - Släppt: 10 februari 2004 - Skivbolag: Virgin Records - Format: CD, digital nedladdning | 53              | 40              | 85              | 26              | 13              | 49              | 56              | 62              |

### Singlar
| Titel                                                                                | År   | Högsta position | Högsta position | Album                |
| Titel                                                                                | År   | US Alt          | UK              | Album                |
| ------------------------------------------------------------------------------------ | ---- | --------------- | --------------- | -------------------- |
| "Mono"                                                                               | 2004 | 18              | 41              | America's Sweetheart |
| "Hold On to Me"                                                                      | 2004 | 39              | —               | America's Sweetheart |
| "You Know My Name"/"Wedding Day"                                                     | 2014 | —               | —               | Died Blonde          |
| "—" betecknar singlar som inte utgavs i det landet eller som inte gick in på listan. |      |                 |                 |                      |

## Filmografi
- 1986 – Sid and Nancy - Gretchen
- 1987 – Straight to Hell - Velma
- 1988 – Tapeheads - Norman's Spanker
- 1988 – I Wanna Be Sedated (Ramones-video) - Brud
- 1991 – 1991: The Year Punk Broke - Sig själv
- 1995 – Not Bad for a Girl - Sig själv
- 1996 – Basquiat – den svarte rebellen - Big Pink
- 1996 – Feeling Minnesota - Rhonda
- 1996 – Larry Flynt - skandalernas man - Althea Leasure Flynt
- 1999 – 200 Cigarettes - Lucy
- 1999 – Man on the Moon - Lynne Margulies
- 1999 – Clara Bow: Discovering the "It" Girl - Sig själv (Berättarröst)
- 2000 – Beat - Joan Vollmer Burroughs
- 2001 – Julie Johnson - Claire
- 2002 – Trapped - Cheryl
- 2003 – Mayor of the Sunset Strip - Sig själv
- 2011 – Hit So Hard - Sig själv
- 2013 – Bob and the Monster - Sig själv
- 2014 – Sons of Anarchy (TV-serie) - Ms. Harrison
- 2015 – Empire (TV-serie) - Elle Dallas
- 2015 – Revenge (TV-serie) - White Gold